# Pothos kerrii
Pothos kerrii är en kallaväxtart som beskrevs av Samuel Buchet och Peter Charles Boyce. Pothos kerrii ingår i släktet Pothos och familjen kallaväxter. Inga underarter finns listade.